# آزلاییک اسید
آزلاییک اسید (به انگلیسی: Azelaic acid) یک دی کربوکسیلیک اسید خطی با شناسه پاب‌کم ۲۲۶۶ است که جرم مولی آن ۱۸۸٫۲۲ g/mol می‌باشد. 